# Australian airExpress
 (octobre 2019).
Australian airExpress était une société de logistique basée à Melbourne, en Australie. Elle exploitait des services de fret uniquement en Australie à l'aide d'avions exploités par Express Freighters Australia (filiale de Qantas), National Jet Systems et Pel-Air; et une flotte de véhicules terrestres. Sa base principale était l'aéroport de Melbourne. Australian airExpress a été absorbé par Qantas Freight en février 2013.

## Flotte
[Quand ?]
- 1 Fairchild Metroliner
- 4 Boeing 737-300F
- 2 BAe 146-300QT
- 1 BAe 146-100QT